# Trisha Stafford
Trisha Lashawn Stafford, coniugata Odom (Ladera Heights, 11 novembre 1970), è un'ex cestista e allenatrice di pallacanestro statunitense, professionista nella ABL e nella WNBA.
Ha giocato in Serie A1 con Messina.

## Palmarès
- Campionessa NWBL (2002)